# Пси тартуфари
Пси тартуфари су пси посебно обучавани за проналажење тартуфа у природном станишту. Сматра се да добро обучена животиња може да намирише тартуф са раздаљине од 50 метара.

## Расе паса за таруфарење
У пракси се истичу две расе паса као најпогодније за обуку у тражењу тартуфа: Лабрадор ретривер и Лагото Ромањоло. Добро трениран, лабрадор је један од најодговорнијих, најпослушнијих и најталентованијих раса на свету. Уз све напред поменуте карактеристике сврстава се у једну од две најпопуларније расе за тражење тартуфа.
Лагото Ромањоло природно је надарен за потрагу, а његов веома добар нос је ову расу учинио врло ефикасном за тражење тартуфа. Ранији инстинкт за лов је елиминисан, тако да његов рад не омета мирис дивљачи. Лагото је послушан, није захтеван, одан је, веома привржен свом власнику и лако га је тренирати. По неким ауторима уз доста труда и дуготрајан рад са псом, за овај посао може се обучити сваки пас, али ће можда у том случају изостати врхунски резултати.

## Обука паса тартуфара
Обука и дресирање паса тартуфара је врло захтеван посао, јер ако са тај посао не обави како треба резултати изостају. Врло је битно одабрати добру расу паса . мишљење великог броја, стручних, тартуфара је да су најбоље расе паса: лабрадори, ретривери, цуњавци и птичари.
Код одабира расе, треба одабрати штенад од родитеља који су се већ бавили тим послом. То ће бити гаранција да ће штене генетски бити добар избор за дресуру. Старсот штенета треба да буде од 2-4 месеца, а највише 6 месеци.
Пас који се користи за проналажење тартуфа, не може се учити искључиво у кућним условима и дворишту, јер ће се грешке настале приликом овакве обуке одражавају касније. Ти пси ће на терену, где ће можда лежати обиље тартуфа под земљом, пронаћи једну или две гљиве.
Поступак дресуре се дели на три фазе:
- припремни поступак,
- дворишна фаза,
- фаза на терену.[2]

### Припремни поступак
Одабрана штенад не смеју имати никакав додир са мајком нити са другим псима. Лице које ће их дресирати им даје храну, негује их и мази. Све се то ради да би освојили њихово поверење. Дресер започиње обуку речима као што су: дођи, седи, уз ногу, иди, стани...
Најбоља је индивидуална дресура. Штене најпре прихвати команду „Дођи”. Нарочито када је гладно. И тада му треба дати мали предвиђени наградни оброк. Команда се понавља више пута све док је штене не прихвати. После неколико дана прелази се на команду „Иди”. То се чини после давања доброг оброка, јер оно тада команду добро прихвата јер је задовољано. Следећа је команда „уз ногу”. У шаку се узме комад хране, опусти рука уз ногу и команда понови неколико пута. Штене ће се одазвати тој команди, доћи ће и стати уз ногу. Истог момента му треба дати награду (псећу посластице) јер у противом нешто друго му може одвући пажњу. При команди "Седи" када је штене уз ногу, треба му понудити са одређене висине коамад хране, а када он обично чучне дати му што пре награду. Остале команде обучавају се на одговарајући прикаладан начин.

### Дворишна фаза
Када штене напуни 5-6 месеци је време када започиње привикавање на храну са појачаним мирисом. Када немамо тартуфе које бисмо употребили у ту сврху, користићемо најквалитетније сиреве помешане са мало белог лука, јер њихови мириси подсећају на тартуфе. Може се користити и паштета од тартуфа или тартуфата којом се премаже парче хлеба. Припремљена храна стави се у конзерву поклопи се другим крајем поклопца и стави на добро заклоњено место да се поклопац не може лако дићи. Пси се доводе недалеко од места где су узорци хране и понови се више пута команда „тражи” и они започињу њушкање и претраживање све док не открију конзерву, тада се издаје команда „стоп”. Потом се пас помази и да му се парче хлеба или меса, никако шећер ни чоколада. Од пса се узме пронађени мамац. Ова дресура се понавља више пута у трајању 15-20 минута у току дана. Награде за послушност не смеју бити преобилне јер опада интересовање. Дресура траје 3-4 недеље.

### Дресура на терену
Обавља се на терену, у природи где има тартуфа. Дресер води псе у шуму да види колико су научили о откривању локације тартуфа. Пси њушкају околину, а дресер командује „тражи” више пута. Пси претражују, крећући се обично у концентричним круговима, а тренер им полако проширује простор. Кад пас осети мирис зрелог тартуфа почиње да копа. Тада дресер издаје команду „стоп” а потом дођи и следи му давање награде.Потом следи нова команда „иди” и „тражи”. Пас наставља претрагу а радник откопава земљу и вади тартуф. Дресер прелази на суседни простор кад пас открије неколико локација са тартуфима положио је испит обуку. ова дресура се изводи неколико пута у току дана у року од месец дана упорног рада.